# María Cristina Iglesias
María Cristina Iglesias es una política venezolana del Partido Socialista Unido de Venezuela. Fue ministra en dos ocasiones del Ministerio del Poder Popular para el Trabajo y Seguridad Social y Ministra de Comercio.

## Biografía
El 21 de abril de 2013, en cadena nacional es confirmada como Ministra del Trabajo y Seguridad Social para el gobierno de Nicolás Maduro. En 2015 fue candidata por el circuito 3 del estado Anzoátegui para las elecciones parlamentarias de 2015, donde perdió frente a los candidatos de la Mesa de la Unidad Democrática (MUD).

## Controversias
Para agosto del 2012, diferentes medios impresos publicaron una foto de María Cristina Iglesias, donde se vincula como militante de un partido opositor como Acción Democrática al partido oficialista de Venezuela (PSUV).